# Codex Amiatinus

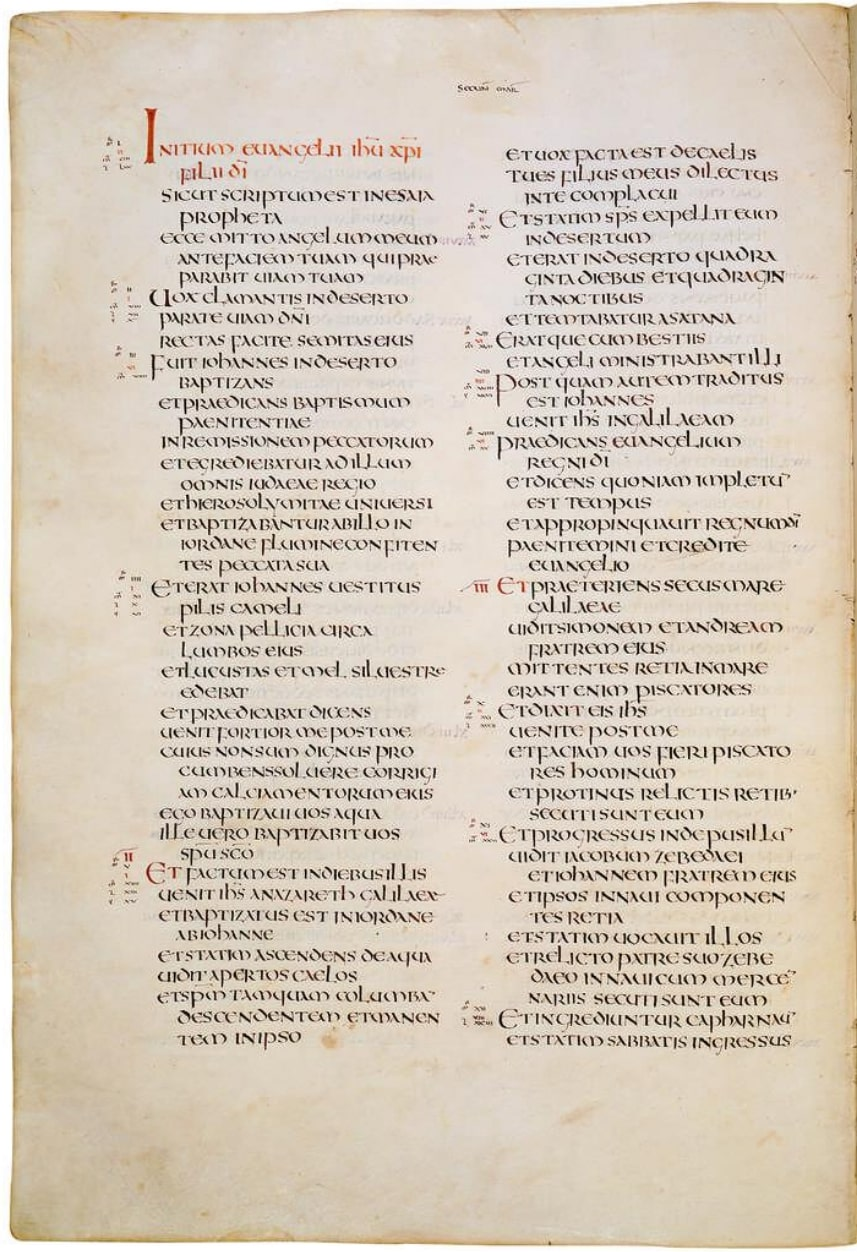
Página do Codex Amiatinus.

O Codex Amiatinus, chamado de códice A, é o mais antigo manuscrito sobrevivente da Vulgata, a versão latina da Bíblia católica; quase completa, com os seus 73 livros e faltando apenas cinco capítulos, é considerada a mais acurada cópia do texto de Jerônimo. Do livro de Baruque só existe o sexto capítulo de um total de seis capítulos deste manuscrito. Ele foi produzido no reino anglo-saxão da Nortúmbria como um presente para o Papa e é datado do início do século VIII d.C. O códice é também um belo exemplo da caligrafia medieval e está agora preservado em Florença, na Biblioteca Medicea Laurenziana (Cat. Sala Studio 6).

## Descrição
O Codex Amiatinus está preservado num enorme tomo, medindo 48,9 cm de altura, 34 cm de largura e 17,8 cm de profundidade, com um peso de 33,65 kg - tão impressionante, como diz Hort, a ponto de preencher o leitor com uma sensação de espanto. Alguns o consideram, com White, como talvez "o mais requintado do mundo"; ainda assim, há diversos manuscritos que foram tão ricamente escritos e possuem, além disso, belas ornamentações que faltam ao Amiatinus, como é o caso do Livro de Kells e os Evangelhos de Lindisfarena. Ele se qualifica como um manuscrito iluminado, pois ele de fato tem alguma decoração, incluindo duas iluminuras de página inteira, mas elas mostram poucos sinais do habitual estilo insular da arte nortúmbria e foram claramente copiados de originais mais antigos. Ele contém 1040 folhas de um forte e macio papel velino, que ainda parece novo hoje apesar de sua grande antiguidade, arrumadas em calhamaços de quatro páginas, os quaternions. Estima-se que mais de 500 (quinhentos) animais foram abatidos para a produção dos pergaminhos do tipo velino que compõem as suas folhas. Ele foi escrito em caracteres unciais, grandes, regulares, claramente definidos e belos, em duas colunas por página e 43 ou 44 linhas por coluna. Um pequeno espaço existe em geral entre as palavras, mas a escrita é geralmente contínua. O texto está dividido em seções, que nos Evangelhos correspondem exatamente às seções amonianas. Não há pontuação, mas o leitor treinado seria guiado pelo arranjo esticométrico - versos - em coda e commata, que correspondem grosso modo às frases principal e dependente de uma sentença. Nesta forma de escrever, acredita-se que o escriba tenha se inspirado no Codex Grandior de Cassiodoro, mas é possível também que o estilo venha até Jerônimo.

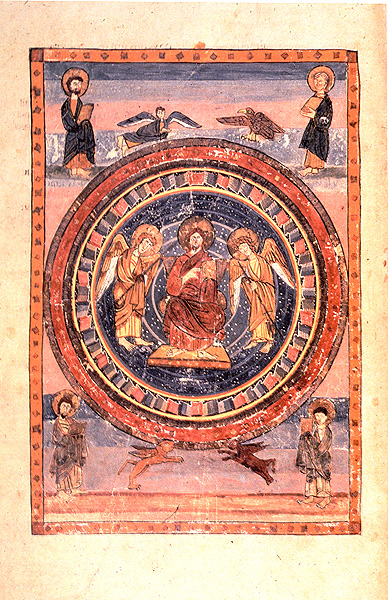
Cristo em Majestade com os quatro evangelistas e seus atributos no começo do Novo Testamento.

## História
Originalmente, três cópias da Bíblia foram encomendadas por Ceolfrido (Ceolfrith) em 692 d.C.  Esta data foi estabelecida com base numa doação recebida pelo mosteiro duplo de Wearmouth-Jarrow de terra adicional para poder criar as 2 000 cabeças de gado necessárias para produzir essa quantidade de papel velino. Beda provavelmente estava envolvido na compilação. Ceolfrid acompanhou uma cópia que seria um presente ao Papa Gregório II, mas ele morreu a caminho de Roma. O livro posteriormente apareceu no século IX d.C. na abadia de Nosso Salvador, no Monte Amiata (e daí o nome Amiatinus), onde ele permaneceu até 1786, quando ele foi transferido para a Biblioteca Laurentiana.
A página de dedicatória foi alterada e o bibliotecário Angelo Maria Bandini sugeriu que o autor seria Servandus, um seguidor de São Bento, e teria sido produzida em Monte Cassino por volta dos anos 540 d.C. Esta alegação foi aceita pelos próximos cem anos, estabelecendo assim a cópia mais antiga sobrevivente da Vulgata, mas acadêmicos na Alemanha notaram a similaridade com textos do século IX d.C. Em 1888, Giovanni Battista de Rossi estabeleceu que o códice estava relacionada com Bíblias mencionadas por Beda, o que também mostrou que o Amiatinus estava relacionada ao fragmento da Greenleaf Bible atualmente na Biblioteca Britânica. Embora a atribuição de Rossi tenha removido 150 anos da idade do códice, ele permanece a mais antiga versão da Vulgata.